# Cheilodactylus fuscus
Cheilodactylus fuscus är en fiskart som beskrevs av Castelnau, 1879. Cheilodactylus fuscus ingår i släktet Cheilodactylus och familjen Cheilodactylidae. Inga underarter finns listade i Catalogue of Life.